# Pfarrkirche Mils bei Hall

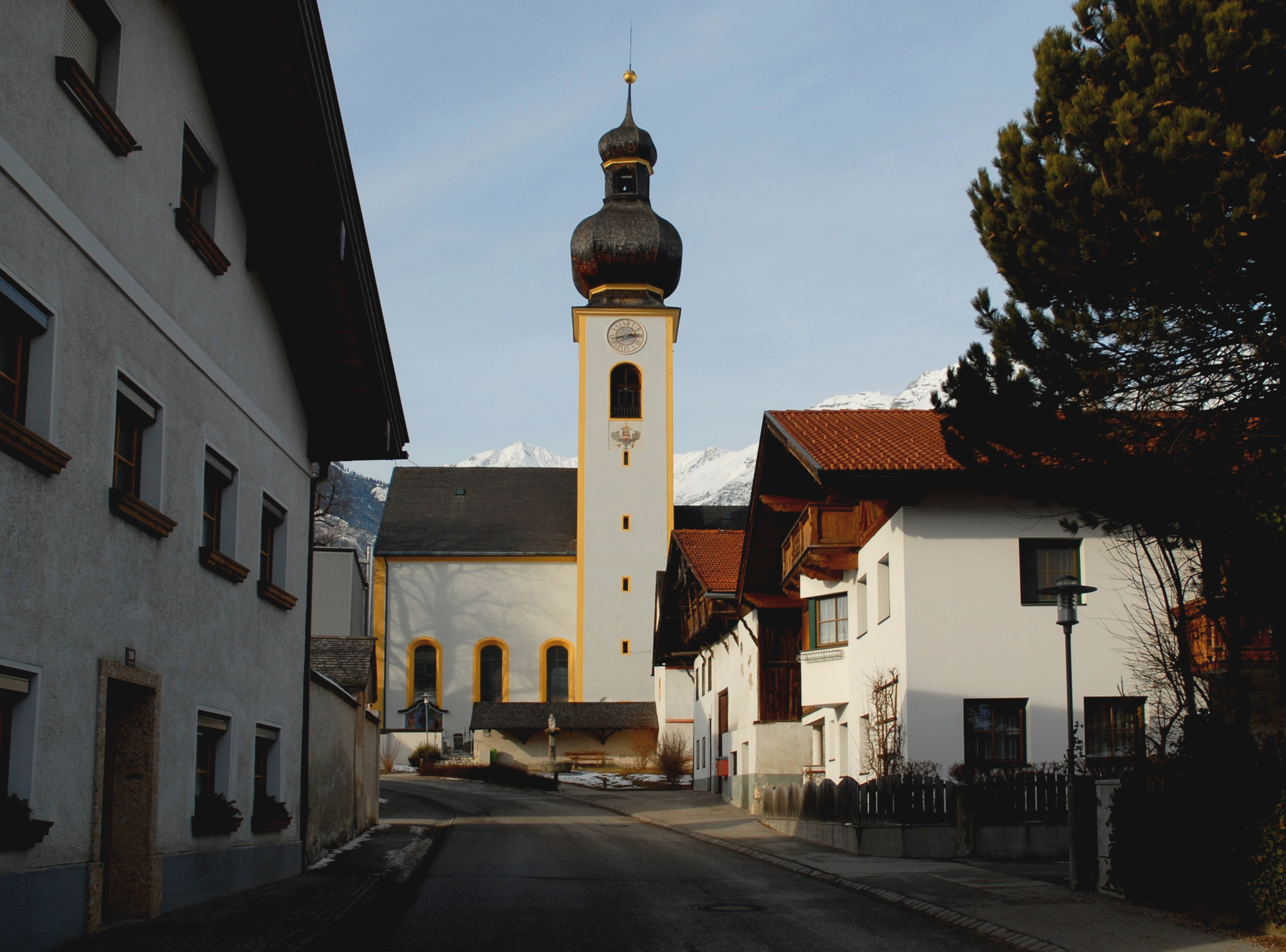
Katholische Pfarrkirche Mariä Himmelfahrt in Mils bei Hall

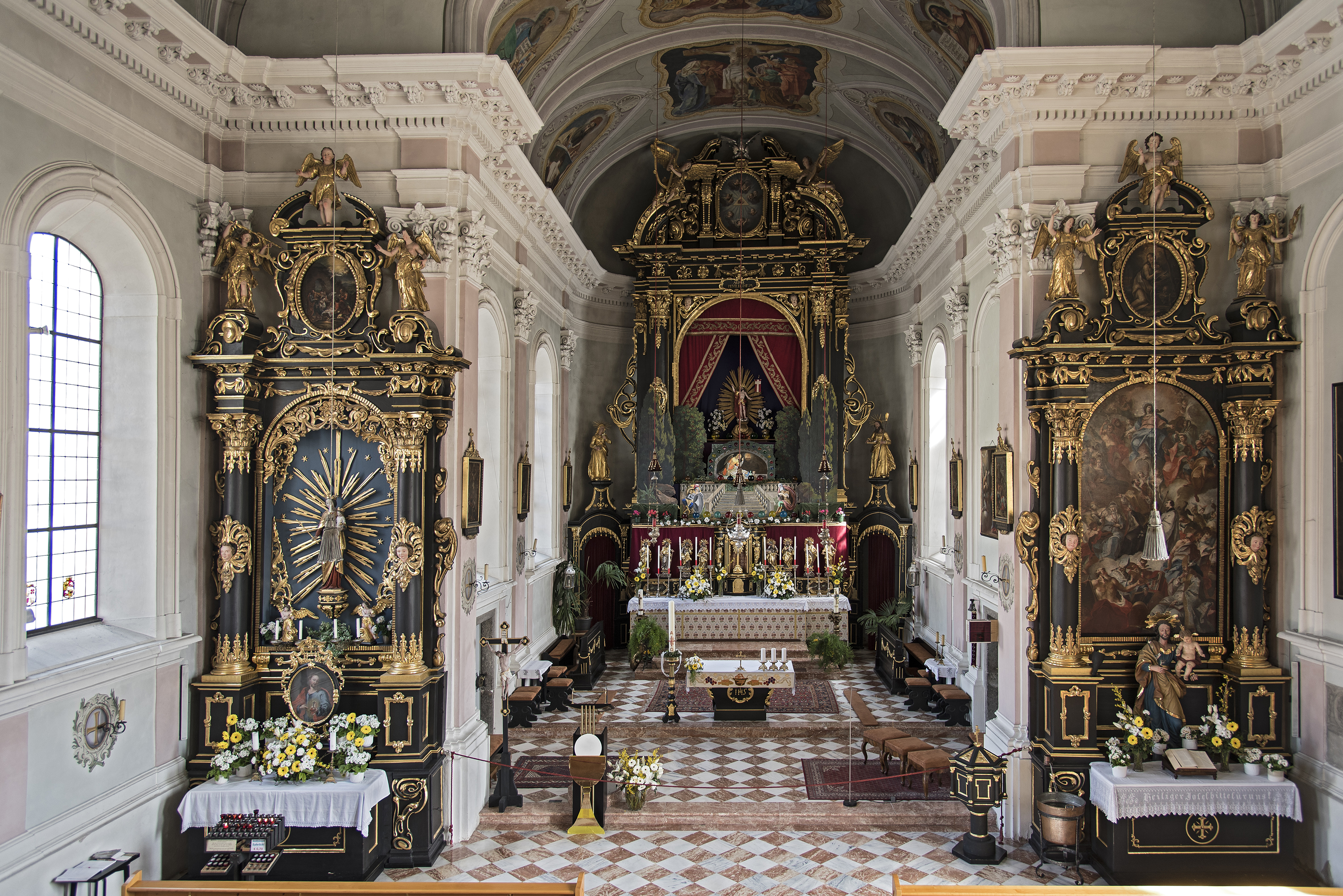
Innenansicht im Langhaus zum Chor

Die Pfarrkirche Mils bei Hall steht zwischen Ober- und Unterdorf in der Gemeinde Mils bei Hall im Bezirk Innsbruck-Land in Tirol in Österreich. Die auf das Fest Mariä Himmelfahrt geweihte Pfarrkirche gehört zum Dekanat Hall der Diözese Innsbruck. Die Kirche steht unter Denkmalschutz (Listeneintrag).

## Geschichte
Urkundlich wurde um 1215 wurde eine Doppelpfarre Mils und Baumkirchen genannt. Der spätgotische Kirchenbau nannte den Meister Narziß Pecherer. Im Jahre 1602 erhielt Mils eine eigene Pfarrei. Beim Dorfbrand 1791 brannte die Kirche mit dem Turm nieder. 1792 wurde mit dem Neubau der Kirche begonnen und 1804 geweiht. Der vielbesuchte Wallfahrtsort ging mit dem Dorfbrand unter und wurde 1797 durch die Absamer Wallfahrt ersetzt. Eine Renovierung erfolgte 1908. Eine Restaurierung war außen 1964. 1970 wurde eine doppelgeschoßige Westempore eingebaut. Eine Innenrestaurierung erfolgte 1976/1977.

## Architektur
Die schlichte spätbarocke Dorfkirche – innen bereits klassizistisch gestaltet – ist von einem Friedhof umgeben. Das Langhaus steht unter einem Satteldach, welches sich beim eingezogenen halbrund schließenden Chor abwalmt. Der Südturm am Langhaus hat rundbogige Schallfenster und trägt eine Zwiebelhaube mit Laterne. Die Sakristei ist in der Chorecke beim Turm angebaut. An der Nordwand des Langhauses sind ein Kaffgesims und Dreiecklisenen vom gotischen Bau erhalten. Das Westportal ist ein abgefastes Rundbogenportal und hat eine Vorhalle auf zwei Pfeilern unter einem Krüppelwalmdach. Über dem Portal zeigt die Westfront ein Mosaik Madonna entworfen von Rudolf Margreiter und ausgeführt von der Mosaikwerkstatt Josef Pfefferle (1908).
Der Saalraum des Langhauses zeigt sich vierjochig, der eingezogene halbrund schließende Chor ist zweijochig, beide unter einer Flachtonne mit einem kräftigen umlaufenden Gesims mit Blattkonsolen und Zahnschnittfries, über flachen Pilastern mit korinthischen Kapitellen verkröpft, wobei sich die Gliederung in Gurtbögen fortsetzt. Die Jochwände sind mit großen Fenstern geöffnet, die profilierte Stuckrahmung ist von kurzen Pilastern unterstützt. Der Triumphbogen ist korbbogig.
Die Deckenfresken malte Rudolf Margreiter, 1907 im Chor Geburt Christi und Kreuzigung zwischen den vier Evangelisten, 1908 im Langhaus Verkündigung und Himmelfahrt Mariens, die Zwickelbilder zeigen Symbole der Lauretanischen Litanei.

## Einrichtung
Die drei prunkvollen Altäre entstanden wohl unter süddeutschem Einfluss von Hofkünstlern in Innsbruck um 1667 und wurden aus der Regelhauskirche in Innsbruck hierher übertragen. Das Hochaltarblatt Hl. Dreifaltigkeit mit den Heiligen Christopherus, Johann Nepomuk, Primin, Rochus, Florian, Sebastian über der Auffindungslegende des Milser Gnadenbildes malte Aloys Wagner 1757. Der rechte Seitenaltar zeigt das Altarblatt Verherrlichung Mariae von Johann Anwander 1770, ebenfalls aus der Regelhauskirche in Innsbruck übertragen. Der linke Seitenaltar trägt eine Gnadenmadonna um 1420, welche im 19. Jahrhundert stark verändert wurde.
Im Chor rechts zeigt ein Leinwandbild eine Pietá in Anlehnung an das Gnadenbild der Karlskirche in Volders.
Eine Glocke nennt Simon Peter Miller 1795.

## Sonstiges
Am 11. März 2018 übertrug das ZDF live einen Fernsehgottesdienst unter dem Titel Der Papa wird's schon richten aus der Milser Pfarrkirche.